# I Just Wanna Dance
Singles
1. I Just Wanna Dance
Sortie : 12 mai 2016[1]

I Just Wanna Dance est le premier EP de la chanteuse coréano-américaine Tiffany. Il est sorti le 11 mai 2016 sous le label SM Entertainment.

## Contexte et développement
Depuis 2007, la chanteuse Stephanie Young Hwang (mieux connue par son nom de scène Tiffany) est connue pour faire partie du populaire girl group Girls' Generation. Durant le début de sa carrière, son travail solo se concentrait surtout dans l'enregistrement de chansons pour des projets secondaires et des bande-sons originales. En mai 2016, Tiffany est devenue la deuxième membre des Girls' Generation, après Taeyeon, à officiellement débuter en tant qu'artiste solo, en sortant son premier album, intitulé I Just Wanna Dance,,,.

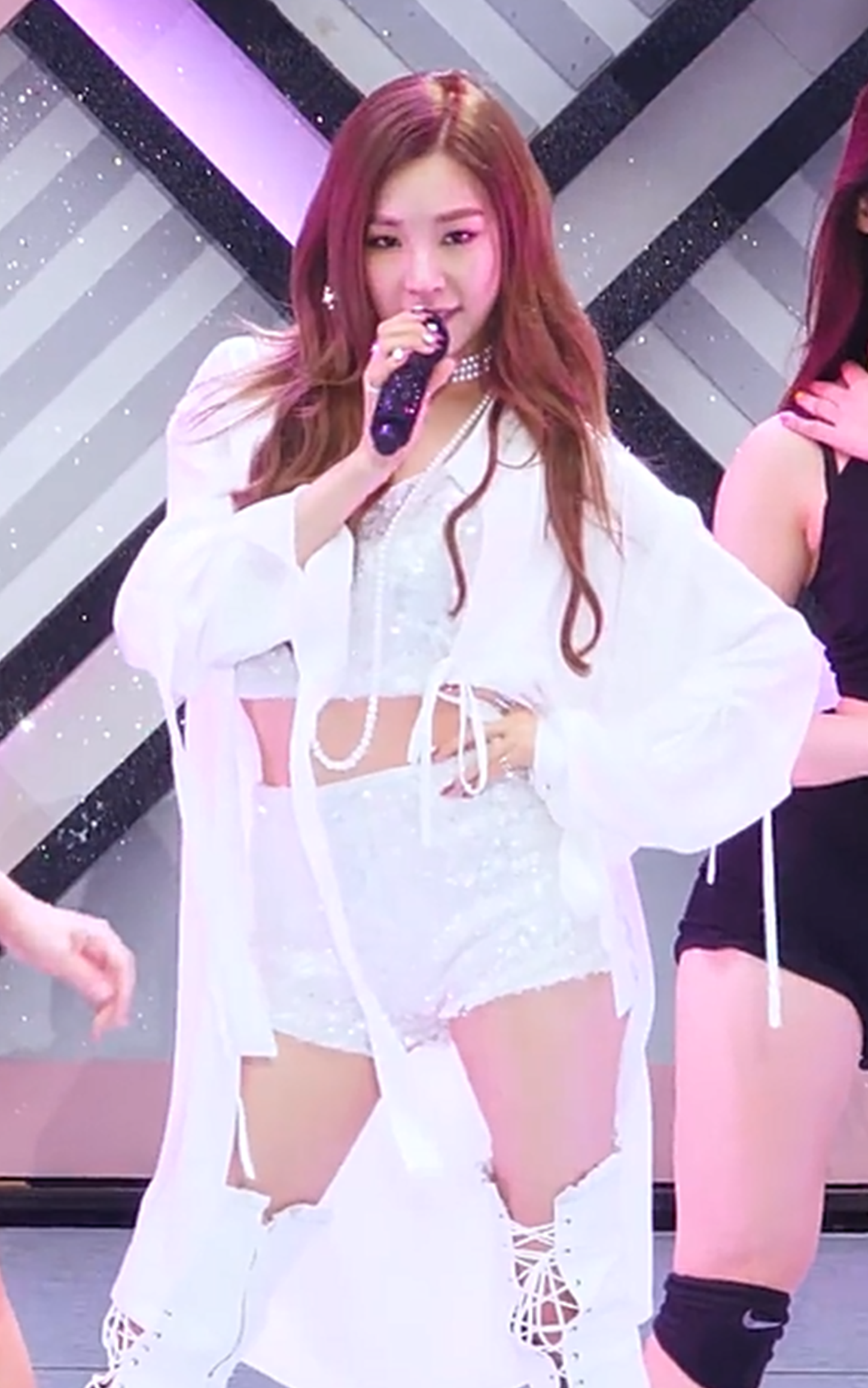
Tiffany durant le SMTown Live World Tour VI à Séoul en 2016

Tiffany a commencé à travailler sur son album solo pendant l'été 2015, se disant que ce sera la "transition vers le prochain chapitre de [sa] carrière musicale". Elle se souvient avoir eu de longues réunions avec son label, SM Entertainment, pour trouver des concepts musicaux pour son projet. Son label attendait à la base que Tiffany fasse un album qui réfléchirait une image pétillante. Cependant, la chanteuse a eu une autre idée, déclarant qu'elle souhaitait "quelque chose de beaucoup plus frais, détendu". Selon Tiffany, la "partie vraiment passionnante" d'être une artiste solo est d'avoir la possibilité de décider ses propres "sons" et "messages", le tout en étant toujours dans les Girls' Generation,,,.
Lourdement influencée par les artistes féminines américaines des années 90, Tiffany a décrit l'album comme le fait d'adopter un retour aux sons pop américains. Elle a plus tard déclaré que l'album contenait des ondes "fraîches" et "naturelles" et a dit que la partie la plus difficile dans la conception de l'album était ses efforts dans "le fait de travailler hors de [sa] zone de confort" et "apprendre à repousser les limites". Elle a qualifié ses 9 ans en tant que membre des Girls' Generation comme étant une force qui l'a aidé à faciliter sa transition vers sa carrière solo. Elle a également salué Taeyeon pour avoir été "un soutien important" durant le processus complet de la création de l'album,,,.
En parlant de sa chanson principale éponyme, Tiffany a dit: "La plupart des filles de mon âge, quand elles sont stressées ou veulent s'évader un peu, dansent". Depuis 2014, Tiffany a commencé à écrire des paroles. L'une de ses chansons, "What Do I Do", clôt l'album. Bien que Tiffany ait participé à l'écriture des chansons en coréen et en anglais pour ce morceau, la membre des Girls' Generation Sooyoung l'a aidée à écrire les paroles en coréen. Tiffany a aussi désigné "Talk" comme sa chanson favorite de l'album, se souvenant d'avoir eu un instant de fangirl après avoir découvert que la musique avait été écrite par Nicola Roberts de Girls Aloud,,,.
Connue pour avoir participé aux illustrations et aux visuels des précédents albums de Girls' Generation et TTS, Tiffany a délibérément évité cette partie pour se focaliser uniquement sur la musique de son album solo. Cependant, elle y a participé pour son single suivant, "Heartbreak Hotel". La chanson, en collaboration avec Simon Dominic, devait faire partie de l'album, mais a été repoussé et finalement sorti sous la plateforme musicale digitale SM Station en juin 2016. Elle a expliqué que la chanson était destinée à servir de prequel à "I Just Wanna Dance", où la femme traverse la période où elle tombe amoureuse du bad boy; le cœur brisé, elle oublie son stress grâce à la danse,.

## Sortie et promotion
Le 4 mai 2016, les débuts solo de Tiffany sont officiellement annoncés avec I Just Wanna Dance. L'album est sorti une semaine après, soit le 11 mai 2016. Après avoir eu un bon retour de la part de sa fanbase internationale, un remix pour la version anglaise d'"I Just Wanna Dance" faite par le producteur sud-coréen Kago Pengchi, sort le 23 mai 2016,.
Un showcase promotionnel pour I Just Wanna Dance où Tiffany a interprété quatre des chansons de l'album pour la première fois, s'est tenu le 10 mai 2016,. Après coup, la chanteuse a aussi tenu un show live où elle a interagi avec ses fans via une application en ligne de Naver. Le 12 mai 2016, elle a fait sa première performance sur l'émission musicale hebdomadaire de Mnet, le M! Countdown. Tiffany a passé juin 2016 à promouvoir l'album à travers une série de petits concerts portant le nom de Weekend.

## Réception
Un auteur pour Popjustice a écrit: "L'EP contient de la très bonne musique et est accompagné de très belles illustrations". Jeff Benjamin, écrivant pour Fuse, a relevé l'"environnement vocal et acoustique inattendu" sur la piste titre « I Just Wanna Dance » et a comparé son style musical à ceux de Carly Rae Jepsen, Ariana Grande et Mariah Carey. Dans sa critique pour The Star, Chester Chin a écrit que Tiffany a opté pour des « mélodies sexy et chatoyantes » au lieu de « un ou deux puissants hooks et d'un refrain marquant ». Il a conclu que l'album est « trop prudent pour son propre bien ». L'album a reçu 3,5 étoiles sur 5 de la part d'IZM.
Dès la sortie de l'album, la chanson titre a débuté à la 8e place du Twitter Top Tracks de Billboard, et 49e dans le Spotify Viral 50. Joey Nolfi d'Entertainment Weekly magazine a listé "I Just Wanna Dance" comme l'une des six chansons que leurs lecteurs devraient écouter en mai 2016.

## Liste des pistes
| 1.    | "I Just Wanna Dance"              | Hwang Hyun                                             | Timothy "Bos" Bullock, Michael Jiminez, Sara Forsberg, MZMC | 3:29 |
| 2.    | "Talk"                            | Jung Joo-he, Kim Min-ji, Baek In-kyung, Nicola Roberts | GRADES, Caroline Allin, Nicola Roberts                      | 3:34 |
| 3.    | "Fool"                            | Yorkie, Ryu-woo                                        | Im Kwang-wook, Ryan Kim, Amanda Moseley, Chase, Dopio, Wkly | 3:28 |
| 4.    | "What Do I Do"                    | Choi Sooyoung                                          | Stephanie Hwang, Kim Tae-sung, Jake K                       | 3:03 |
| 5.    | "Yellow Light"                    | Jung Joo-hee                                           | Melanie Fontana, Eric Sanicola, Damon Sharpe                | 3:22 |
| 6.    | "Once in a Lifetime"              | Hwang Hyun, Agnes Shin                                 | Lee Joo-hyung, Sebastian Thott, Delisa Thomas               | 3:51 |
| 7.    | "What Do I Do" (version anglaise) | Stephanie Hwang                                        | Stephanie Hwang, Kim Tae-sung, Jake K                       | 3:03 |
| 23:50 |                                   |                                                        |                                                             |      |

Il est à noter que la version anglaise de "What Do I Do" est un titre bonus seulement disponible sur l'iTunes Store, Spotify et Apple Music.

## Classements
| Classement                     | Meilleure position |
| ------------------------------ | ------------------ |
| Albums coréens Gaon            | 3                  |
| Albums japonais Oricon         | 41                 |
| US World Albums (Billboard)    | 3                  |
| US Top Heatseekers (Billboard) | 10                 |

## Historique de sortie
| Région       | Date        | Format                     | Label                      |
| ------------ | ----------- | -------------------------- | -------------------------- |
| Corée du Sud | 11 mai 2016 | CD, téléchargement digital | SM Entertainment, KT Music |
| Monde        | 11 mai 2016 | Téléchargement digital     | SM Entertainment           |